# Sternradgetriebe
Ein Sternradgetriebe ist ein Schrittgetriebe in Form eines Rädergetriebes. Mit ihm lassen sich kontinuierliche Drehbewegungen in intermittierende Drehbewegungen umwandeln.
Bezüglich Bauform und Kinematik ist es mit dem Malteserkreuzgetriebe vergleichbar.
Im Gegensatz zum Malteserkreuzgetriebe können jedoch Schrittanzahl, Schrittwinkel und Pausenwinkel pro Zyklus in einem deutlich größeren Bereich variiert werden. Außerdem müssen, anders als beim Malteserkreuzgetriebe, die Schrittwinkel in einem Zyklus nicht gleich groß sein. Gleiches gilt analog für die Pausenwinkel. Während bei einem Malteserkreuzgetriebe immer eine Übersetzung der Drehzahl stattfindet, kann bei einem Sternradgetriebe sowohl eine Übersetzung als auch eine Untersetzung in weiten Bereichen realisiert werden.
Das Sternradgetriebe bietet deshalb in seiner Anwendung deutliche Vorteile gegenüber dem Malteserkreuzgetriebe. Allerdings ist es auch deutlich aufwändiger und teurer zu fertigen.

## Verwechslungsgefahr
Das Abtriebsrad eines Malteserkreuzgetriebes wird aufgrund der sternartigen Bauform auch häufig als Sternrad bezeichnet. Dennoch handelt es sich bei einem Sternradgetriebe um eine andere Getriebeform.  So weisen beispielsweise die Getrieberäder eines Sternradgetriebes (im Gegensatz zum Malteserkreuzgetriebe) eine Verzahnung auf.
Auch wird ein Sternradgetriebe häufig für ein Planetengetriebe gehalten. Diese beiden Getriebeformen unterscheiden sich jedoch grundlegend voneinander.
Weiter besteht wegen der fast identischen Schreibweise Verwechslungsgefahr mit den Stirnradgetrieben. Die Verzahnung eines Sternradgetriebes kann zwar in Form einer Stirnradverzahnung ausgeführt sein, jedoch ist dies nicht zwingend erforderlich. So gibt es z. B. auch Varianten mit einer Triebstockverzahnung.

## Technische Anwendung
Sternradgetriebe wurden früher vorwiegend in der Druck- und Textilindustrie eingesetzt. Heutzutage wurden sie  weitestgehend von elektronisch gesteuerten elektrischen Antrieben verdrängt.